# Evgeni Pevnov
Evgeni Pevnov, Transkription vor dem Wechsel der Staatsbürgerschaft Jewgeni Pewnow (russisch Евгений Певнов; * 13. Februar 1989 in Taschkent) ist ein deutscher Handballspieler russischer Herkunft.

## Karriere

### Verein
Der 1,98 Meter große und 111 Kilogramm schwere rechtshändige Kreisläufer stand ab September 2008 bei der TSG Friesenheim unter Vertrag. Zuvor spielte er beim TV Hemsbach, SG Leutershausen, SC Magdeburg und ThSV Eisenach. Er besaß ein Zweitspielrecht für den TV Hochdorf in der Regionalliga. Von  2011 bis 2013 lief er für die Füchse Berlin auf. Anschließend wechselte er zu Frisch Auf Göppingen.
In der Bundesliga-Saison 2014/15 erhielt Pevnov in Göppingen aufgrund der Überbesetzung auf der Kreisläuferposition wenig Spielanteile. Am 2. Februar 2015 gaben die Füchse Berlin bekannt, dass Pevnov einen Vertrag bis zum Saisonende erhält. 2015 gewann er mit den Füchsen den EHF Europa Pokal. Zur Saison 2015/16 wechselte er zum VfL Gummersbach.
Zur Saison 2017/18 schloss sich Pevnov dem Bundesligisten TSV Hannover-Burgdorf an, nachdem er seinen Vertrag beim VfL Gummersbach nicht verlängert hatte. Zur Saison 2023/24 wechselte er nach Dänemark zum Erstligisten Fredericia HK. In der Saison 2023/24 unterlag er mit seiner Mannschaft erst in den Finalspielen um die dänische Meisterschaft gegen Aalborg Håndbold mit 26:27 im entscheidenden dritten Spiel. 

### Nationalmannschaft
Evgeni Pevnov stand im vorläufigen Aufgebot der russischen Nationalmannschaft für die Europameisterschaft 2010. Er spielte 23 Mal für die russische Juniorennationalmannschaft.
Am 12. Januar 2012 erhielt der in Deutschland aufgewachsene Evgeni Pevnov die deutsche Staatsbürgerschaft und gab dafür die russische Staatsbürgerschaft auf. Am 22. September 2012 gab er sein Debüt für die deutsche Nationalmannschaft gegen Serbien. Er absolvierte bisher 18 Spiele, in denen er 11 Tore erzielte.

## Bundesligabilanz
| Saison    | Verein               | Spielklasse | Spiele | Tore | 7-Meter | Feldtore |
| --------- | -------------------- | ----------- | ------ | ---- | ------- | -------- |
| 2010/11   | TSG Friesenheim      | Bundesliga  | 32     | 112  | 0       | 112      |
| 2011/12   | Füchse Berlin        | Bundesliga  | 32     | 41   | 0       | 41       |
| 2012/13   | Füchse Berlin        | Bundesliga  | 34     | 66   | 0       | 66       |
| 2013/14   | Frisch Auf Göppingen | Bundesliga  | 34     | 51   | 0       | 51       |
| 2014/15   | Frisch Auf Göppingen | Bundesliga  | 19     | 31   | 0       | 31       |
| 2014/15   | Füchse Berlin        | Bundesliga  | 15     | 43   | 0       | 43       |
| 2015/16   | VFL Gummersbach      | Bundesliga  | 29     | 71   | 0       | 71       |
| 2016/17   | VfL Gummersbach      | Bundesliga  | 34     | 81   | 0       | 81       |
| 2017/18   | Hannover-Burgdorf    | Bundesliga  | 30     | 59   | 0       | 59       |
| 2018/19   | Hannover-Burgdorf    | Bundesliga  | 30     | 43   | 0       | 43       |
| 2019/20   | Hannover-Burgdorf    | Bundesliga  | 26     | 47   | 0       | 47       |
| 2020/21   | Hannover-Burgdorf    | Bundesliga  | 35     | 62   | 0       | 62       |
| 2021/22   | Hannover-Burgdorf    | Bundesliga  | 25     | 43   | 0       | 43       |
| 2022/23   | Hannover-Burgdorf    | Bundesliga  | 24     | 45   | 0       | 45       |
| 2010–2023 | gesamt               | Bundesliga  | 399    | 795  | 0       | 795      |

Quelle: Spielerprofil bei der Handball-Bundesliga